# 9796 Robotti
9796 Robotti eller 1996 HW är en asteroid i huvudbältet som upptäcktes den 19 april 1996 av de båda italienska astronomerna Francesco Manca och Paolo Chiavenna vid Sormano-observatoriet. Den är uppkallad efter Aurelio Robotti.
Asteroiden har en diameter på ungefär 6 kilometer.